# Келихів
Ке́лихів — село Заболотівської селищної громади Коломийського району Івано-Франківської області. До 2020 року входила до Снятинського району.

## Населення

### Мова
Розподіл населення за рідною мовою за даними перепису 2001 року:
| Мова       | Кількість | Відсоток |
| ---------- | --------- | -------- |
| українська | 408       | 99.51%   |
| російська  | 2         | 0.49%    |
| Усього     | 410       | 100%     |

## Географічні дані
Через село протікає невеличка річка Чорнява — ліва притока Пруту. Селяни дбають про збереження річки.

## Релігія
Церква Воздвиження Чесного Хреста Господнього 1852 р. — пам'ятка архітектури місцевого значення № 946, належить до Коломийського деканату, Івано-Франківської єпархії ПЦУ. Настоятель — ієрей Арсен Півторак.

## Пам'ятки природи
- Чорняве — заповідне урочище.

## Відомі люди

### Народились
- Палійчук Микола Іванович (1941—2020) — український радіоведучий та журналіст, член Національної спілки журналістів України, мав звання «Заслужений журналіст України»[4].

### Проживали
- На цвинтарі села похований директор місцевої школи[джерело?], поручник Української Галицької Армії, дитячий письменник Михайло Максимович Гуцуляк (1888—1946).
- В селі пройшли дитячі роки відомого українського хіміка, професора Бориса Михайловича Гуцуляка (1927—2015).